# 渡瀬信之
渡瀬 信之（わたせ のぶゆき、1941年-　）は、日本のインド哲学研究者。東海大学名誉教授。

## 研究内容

### ブラフマニズム世界の形成
ブラフマニズム世界は紀元前 6 世紀頃から紀元前後ころまでにかけて形成され、後のヒンドゥー教世界の社会的基盤となった。この世界の形成の全体を最初期のダルマシャーストラ(Dharmasaastra 古典期インドにおける倫理・道徳・価値観・法律・社会制度に関する百科全書)を中心資料として解明している。

### 多様性の中の統一性
多様性の中の統一性という言葉によって表現されるインド文明の特徴について、その形成過程および実態を文明論的見地に立って考察している。

## 略歴
- 秋田県生まれ。秋田県立秋田高等学校卒業、1966年 京都大学文学部卒業、68年 同大学院博士課程中退、東海大学文学部助教授、教授、2007年定年退任、名誉教授、神戸夙川学院大学学長。

## 著作

### 単著
- 『マヌ法典　ヒンドゥー教世界の原型』中公新書、1990年／法蔵館文庫、2025年（電子書籍も刊）

### 訳注
- 『サンスクリット原典全訳　マヌ法典』中公文庫、1991年／改訂版・平凡社〈東洋文庫〉2013年
- 『ヤージュニャヴァルキヤ法典』 井狩弥介共訳注、平凡社〈東洋文庫〉、2002年

### 論文
- 「イギリス統治下におけるヒンドゥー法整備と問題の所在　-近古ヒンドゥー法典に見られる法解釈の基本姿勢-」『RINDAS伝統思想シリーズ6』龍谷大学現代インド研究センター　京都、2011年
- 「ブラーフマニズム社会の形成」『文明50号』、東海大学文明研究所
- 「法典において見られる人間観」。前田専学編『東洋における人間観』東京大学出版会
- 「法典の成立とその思想」『インド思想Ⅰ 岩波講座・東洋思想 第5巻』岩波書店、1988年
- 「世界創造説とマヌ・スムリティ　第一章の意義について」『足利惇氏[2]博士喜寿記念オリエント学インド学論集』（日本オリエント学会）国書刊行会　1978年。